# Flyulykken ved Kastrup 16. juli 1960
Flyulykken ved Kastrup 16. juli 1960 var en ulykke, hvori otte danske fodboldspillere omkom ved et styrt. Flyet, en de Havilland Dragon Rapide fra Zone-Redningskorpsets flyvetjeneste var chartret af DBU og skulle den 16. juli 1960 transportere otte danske fodboldspillere til Jylland.
Kort efter starten fra Kastrup Lufthavn styrtede flyet ned i Øresund. Samtlige 8 passagerer omkom, men piloten overlevede, dog med svære skader.

## Flyvningen og styrtet
Flyet var fløjet af den 27-årige pilot Stig Vindeløv. Flyet var tilsyneladende kommet fint i luften, men blev så fanget i en regnbyge og fik kraftig sidevind. Det gav piloten store problemer. Havilland-flyet var ikke godkendt til regnvejrsflyvning og havde ikke engang en vinduesvisker.
Vindeløv kunne intet se og gik derfor over til instrumentflyvning. Flyet var hverken udstyret med radiokompas eller andre moderne navigationsmidler og kunne kun navigere efter ’kunstige horisont’, som er et instrument, der erstatter udsigten til jorden. Problemet er, at det først virker, når flyet er kommet op i fulde omdrejninger. Derfor var det ikke til nogen hjælp lige efter starten, da flyet hang i lav højde over Øresund. Vindeløv kæmpede for at redde situationen. Han mærkede ikke flyet krænge til højre, og da han ikke havde en horisont at navigere efter, var han fortabt. Flyet gik i spin, slog en kolbøtte og ramte havoverfladen. Det skete kun omkring 40-50 meter fra land og fra cirka 100 meters højde. Efter styrtet lå flyet krøllet sammen i tre dele, mens regnen piskede ned. 
Havariundersøgelsen viste, at de fleste af passagererne led druknedøden. Per Funch Jensen blev som den eneste af passagererne bragt levende i land og videre til Sundby Hospital, men han døde kort efter af sine kvæstelser. Kun piloten, der var uden skyld i styrtet, overlevede katastrofen med svære kvæstelser. Han blev indlagt på Sct Elisabeths hospital med åbent brud på begge ben og fik amputeret sit ene ben. Da BT forelagde piloten havarirapporten, der påviste flere fejl, udtalte han: "Jeg har ikke set redegørelsen, jeg ønsker heller ikke at vide, hvad der står i den. Denne sag er ikke et spørgsmål mellem mig og luftfartsdirektoratet. Den er udelukkende en sag mellem mig og de efterladte. Jeg har ikke noget forsvar". Han døde i 2008 uden at have givet sin version af hændelsen eller udtalt sig offentligt om den. 

## Passagerer på flyet
Ulykken skete mindre end to måneder før OL. Et dansk B-landshold skulle spille en træningskamp mod et dansk U-landshold som opvarmningskamp til OL. De formodede 11 i den danske startopstilling var fritaget for kampen, som de to hold skulle spille i Herning. For at komme til weekendens træningskamp måtte især sjællandske spillere tage til Kastrup for at rejse med det fly, som DBU havde chartret. Spillerne havde selv ønsket flytransport, så de undgik at tage en fridag fra arbejde. 
- Erling Spalk (19 år) fra Ikast FS, han havde militærtjeneste på Sjælland.
- Per Funch Jensen (21) KB
- Arne Karlsen (20) KB
- Kurt Krahmer (21) KB
- Ib Eskildsen (19) Frem
- Søren Andersen (23) Frem
- Erik Pondal Jensen (29) AB
- Børge Bastholm Larsen (29) Køge, der var den eneste af de otte fodboldspillere, som havde et barn, nemlig en lille dreng ved navn Torben Bastholm, også kaldet Torden, på tre år, som selv fik en flot fodboldkarriere for Køge med 216 kampe i perioden 1975-1983 og repræsenterede Danmark i både en J- og en Y-landskamp.

For Per Funch Jensen, Arne Karlsen og Børge Bastholm Larsen var kampen en sidste mulighed for at bevise, at de skulle være blandt de elleve i startopstillingen. De var allerede udtaget til OL-truppen, og for Erling Spalk var det en lejlighed til spille sig på et af DBU’s landshold i en ”rigtig” kamp, da han var den eneste af de otte, som ikke havde spillet på landsholdet.
DBU havde bestilt tre fly, men det ene var i stykker, hvorfor de fem ledere Spang Larsen, Søren Agerschou, Ib Skottenborg, Mads Evald Schultz og Henning Hauth måtte tage en taxi til Herning.

## Efter ulykken
DBU holdt en sørgehøjtidelighed for de forulykkede fodboldspillere i Idrætsparken 27. juli, hvor den tidligere AB-spiller idrætspræsten Frode Gaarn Larsen udtalte mindeord før landskampen mod Ungarn foran 45.000 tilskuere.
Der var på tale, at DBU ville trække sig fra OL i Rom. Imidlertid valgte DBU bl.a. i respekt for de afdøde at gennemføre deltagelsen. I stedet for Funch, Karlsen og Bastholm blev Finn Sterobo (OB), Henning Helbrandt (KB) og Erling Linde Larsen (B 1909) udtaget, og de kom derved med til OL som reserver. Landstræner Arne Sørensen benyttede kun 12 af de 19 spillere i OL-truppen i løbet af turneringen, som blev en triumf for dansk fodbold, da Danmark vandt sølvmedalje. Holdet blev kendt som "Sølvholdet".